# Имери Елија
Имери Елија (грч. Ήμερη Ελιά) је насељено место у општини Ситонија у периферији Средишња Македонија, Грчка. Према попису из 2021. године било је 49 становника.
Насеље је подигнуто осамдесетих година и први пут се помиње на попису из 1991. године без становника.